# NewJeans
NewJeans (tiếng Hàn: 뉴진스; Romaja: Nyujinseu), còn được gọi là NJZ (엔제이지; Enjeiji), là một nhóm nhạc nữ Hàn Quốc được thành lập và quản lý bởi ADOR. Nhóm bao gồm 5 thành viên: Minji, Hanni, Danielle, Haerin và Hyein. Nhóm phát hành đĩa đơn đầu tay "Attention" vào ngày 22 tháng 7 năm 2022 trước khi ra mắt chính thức và phát hành đĩa mở rộng cùng tên vào ngày 1 tháng 8 năm 2022.

## Tên gọi

### Ý nghĩa tên gọi
Tên của nhóm "NewJeans" là một lộng ngữ. Nó ám chỉ ý tưởng rằng quần jean là một món đồ thời trang vượt thời gian và ý định của nhóm là tạo ra một hình ảnh vượt thời gian cho chính mình. Cái tên này cũng là một cách chơi chữ của cụm từ "New Genes", ám chỉ nhóm mở ra một thế hệ mới của nhạc pop.

## Lịch sử

### 2019–2021: Hình thành và hoạt động trước khi ra mắt
Sự chuẩn bị cho một nhóm nhạc nữ mới trong dự án hợp tác giữa Big Hit và Source Music bắt đầu sớm nhất vào năm 2019 dưới sự chỉ đạo của Min Hee-jin, người đã gia nhập công ty với tư cách là CBO cùng năm đó và được công nhận rộng rãi nhờ chỉ đạo nghệ thuật với tư cách là giám đốc hình ảnh tại SM Entertainment. Các cuộc thử giọng toàn cầu diễn ra từ tháng 9 đến tháng 10 năm 2019 và việc tuyển chọn vào nhóm bắt đầu từ đầu năm 2020.
Được nhiều phương tiện truyền thông mệnh danh là "nhóm nhạc nữ của Min Hee-jin" ban đầu nhóm dự kiến ra mắt vào năm 2021 như một dự án hợp tác nhưng sau đó đã bị hoãn lại do đại dịch COVID-19. Vào cuối năm 2021, dự án chuyển sang hãng thu độc lập mới thành lập của Hybe là ADOR, sau khi Min Hee-jin được bổ nhiệm làm Giám đốc điều hành của hãng. Vòng thứ hai của cuộc thử giọng toàn cầu được tổ chức từ tháng 12 năm 2021 đến tháng 1 năm 2022 và đội hình của nhóm đã được hoàn thiện vào tháng 3 năm 2022.
Trước khi ra mắt với NewJeans, một số thành viên của nhóm đã hoạt động trong ngành giải trí. Danielle là thành viên thường xuyên từ chương trình "Rainbow Kindergarten" của tvN, một chương trình tạp kỹ được phát sóng vào năm 2011.  Hyein ra mắt với tư cách là thành viên của nhóm nhạc thiếu nhi "U.SSO Girl" vào tháng 11 năm 2017 với nghệ danh U.jeong trước khi rời nhóm một năm sau đó. Vào tháng 12 năm 2020, cô tái xuất với tư cách là thành viên của nhóm nhạc thiếu nhi "Play With Me Club" và tốt nghiệp vào ngày 3 tháng 5 năm 2021. Hanni và Minji xuất hiện trong MV Permission to Dance của tiền bối BTS.

### 2022–2023: Ra mắt vớiNewJeans, trở lại với album đĩa đơn đầu tiênOMGvà phát hành mini album thứ haiGet Up

Logo của NewJeans

Vào ngày 1 tháng 7, ADOR đã hé lộ sự ra mắt cho nhóm nhạc nữ mới của họ bằng cách đăng ba video hoạt hình về các số "22", "7" và "22" trên tài khoản mạng xã hội của họ, làm dấy lên suy đoán rằng nội dung sẽ được phát hành vào ngày 22 tháng 7. Nhóm đã phát hành MV cho đĩa đơn "Attention" trước khi ra mắt vào ngày 22 tháng 7 như một bản phát hành bất ngờ, mà không có bất kỳ quảng cáo hoặc thông tin trước nào về đội hình của nhóm. Động thái này đã được mô tả bởi Billboard là "một rủi ro nhưng cuối cùng là tiếp thêm sinh lực", cho rằng thành công của nó là "sự nhấn mạnh vào âm nhạc trước bất kỳ điều gì khác". MV đạt hơn 1,3 triệu lượt xem trong vòng chưa đầy 24 giờ, theo sau là thông báo về bốn bài hát của New Jeans. Vào ngày 23 tháng 7, đĩa đơn thứ hai của nhóm là "Hype Boy" đã được phát hành cùng với một đoạn clip dài 50 giây tiết lộ tên của các thành viên, đi kèm với bốn video âm nhạc khác cho bài hát dựa trên mỗi thành viên. Một MV khác cho bài hát B-side mang tên "Hurt" được phát hành hai ngày sau đó. Vào ngày 28 tháng 7, có thông báo rằng đơn đặt hàng trước cho EP đã vượt qua 444.000 bản trong ba ngày. Vào ngày 1 tháng 8, NewJeans đã phát hành kỹ thuật số EP đầu tay cùng tên cùng với đĩa đơn thứ ba "Cookie". EP được phát hành vào ngày 8 tháng 8 và bán được hơn một triệu bản, trở thành album đầu tay bán chạy nhất tại Hàn Quốc. Nhóm đã chính thức xuất hiện trên M Countdown vào ngày 4 tháng 8, với ba phần trình diễn cho các ca khúc "Attention", "Hype Boy" và "Cookie". Họ đã giành được giải thưởng tân binh tại Melon Music Awards, Golden Disc Awards, Korean Music Awards,  Seoul Music Awards , Asia Artist Awards và The Fact Music Awards.
NewJeans đã phát hành "Ditto" vào ngày 19 tháng 12 năm 2022, là đĩa đơn đầu tiên trong album đĩa đơn OMG của họ. "Ditto" đã trở thành bài hát đầu tiên của NewJeans lọt vào cả hai bảng Billboard Hot 100 đạt vị trí cao nhất ở vị trí thứ 82 và UK Singles Chart xếp ở vị trí thứ 95. "Ditto" đã giành giải Bài hát của năm ở cả năm giải thưởng âm nhạc lớn của Hàn Quốc là Korean Music Awards, MAMA Awards, Melon Music Awards, Golden Disc Awards và Asia Artist Awards. "Ditto" cũng hiện giữ kỷ lục về thời gian đứng đầu bảng xếp hạng Perfect all-kill lâu nhất với 655 giờ. OMG được phát hành vào ngày 2 tháng 1 năm 2023. Nó đạt vị trí số một trên Circle Album Chart, bán được 700.000 bản trong tuần đầu tiên phát hành. Đây là album đầu tiên của nhóm bán được hơn một triệu bản, ngay trước khi New Jeans cũng đạt một triệu bản đã bán. OMG đi kèm với một đĩa đơn thứ hai cùng tên đạt vị trí 74 trên bảng xếp hạng Billboard Hot 100, và trở thành bài hát được nghe nhiều nhất của nhóm trên Spotify. Các nhà phê bình khen ngợi chủ đề theo phong cách retro của album.
Vào tháng 2 năm 2023, nhóm được mời biểu diễn tại lễ hội Tokyo Girls Collection lần thứ 36. Vào tháng 4 năm 2023, NewJeans đã hợp tác phát hành "Zero" với Coca-Cola để quảng cáo cho Coca-Cola Zero Sugar. NewJeans đã phát hành EP thứ hai, Get Up, vào ngày 21 tháng 7 năm 2023. Get Up trở thành album đầu tiên của nhóm đứng đầu bảng xếp hạng Billboard 200. EP đã đạt vị trí thứ hai trên Circle Album Chart và bán được 1,65 triệu bản trong tuần đầu phát hành, trở thành album thứ ba liên tiếp của NewJeans bán được hơn một triệu bản. EP gồm 3 đĩa đơn: Super Shy, ETA, Cool with You. Tất cả đĩa đơn đều lọt vào Billboard Hot 100, giúp NewJeans trở thành nữ nghệ sĩ K-pop đầu tiên có ba mục đồng thời trên bảng xếp hạng. Ngoài ra, nhóm đã biểu diễn tại Lễ hội Lollapalooza tại Mỹ và Summer Sonic tại Nhật Bản vào tháng 8 năm 2023. Vào tháng 10, nhóm đã hợp tác với Riot Games để phát hành "Gods" làm bài hát chủ đề cho Giải vô địch thế giới Liên Minh Huyền Thoại 2023.
Một số ấn phẩm đã xếp NewJeans vào danh sách những nghệ sĩ âm nhạc nổi bật nhất năm 2023, với thành công thương mại và ảnh hưởng trong các ngành công nghiệp âm nhạc, quảng cáo và thời trang. Họ đã bán được 4,39 triệu bản album, số lượng cao nhất từ trước đến nay đối với một nữ nghệ sĩ K-pop trong một năm, và đã phá Kỷ lục Thế giới Guinness cho nhóm K-pop đạt một tỷ lượt phát trực tuyến trên Spotify nhanh nhất. Liên đoàn Công nghiệp ghi âm Quốc tế (IFPI) đã xếp NewJeans ở vị trí thứ tám trong danh sách Nghệ sĩ thu âm toàn cầu của năm, giúp họ trở thành nữ nghệ sĩ có xếp hạng cao thứ hai trong năm 2023. Cùng với Lim Young-woong, nhóm đã đứng đầu cuộc khảo sát cho hạng mục Ca sĩ của năm của Gallup Korea. Tại giải MAMA, NewJeans trở thành nhóm nhạc nữ đầu tiên sau 12 năm giành được giải Nghệ sĩ của năm và là nhóm nhạc nữ thứ ba trong lịch sử nhận giải thưởng này, sau 2NE1 và Girls' Generation. Sau khi cũng giành giải Nghệ sĩ của năm tại Melon Music Awards, họ trở thành nghệ sĩ nữ đầu tiên giành cả hai giải thưởng này trong cùng một năm.

### 2024-nay: Debut ở Nhật Bản, xung đột với HYBE
Vào tháng 3 năm 2024, NewJeans thông báo họ sẽ phát hành hai đĩa đơn vào tháng 5 và tháng 6. "How Sweet" được phát hành vào ngày 24 tháng 5, cùng với ca khúc B-side "Bubble Gum". "Supernatural" được phát hành vào ngày 21 tháng 6, cùng với ca khúc B-side "Right Now". Việc phát hành "Supernatural" và "Right Now" đánh dấu sự ra mắt chính thức tại Nhật Bản của nhóm và sau khi phát hành, họ bắt đầu chu kỳ hoạt động quảng bá đầu tiên tại Nhật Bản bao gồm một buổi họp mặt người hâm mộ có tên Bunnies Camp 2024 Tokyo Dome, tại Tokyo Dome vào ngày 26–27 tháng 6. Người ta cũng thông báo rằng NewJeans có kế hoạch phát hành album vào nửa cuối năm 2024, tuy nhiên kế hoạch phát hành album đã bị dừng lại. Vào ngày 16 tháng 11, NewJeans đã giành được giải Grand Artist Award tại Korea Grand Music Awards.

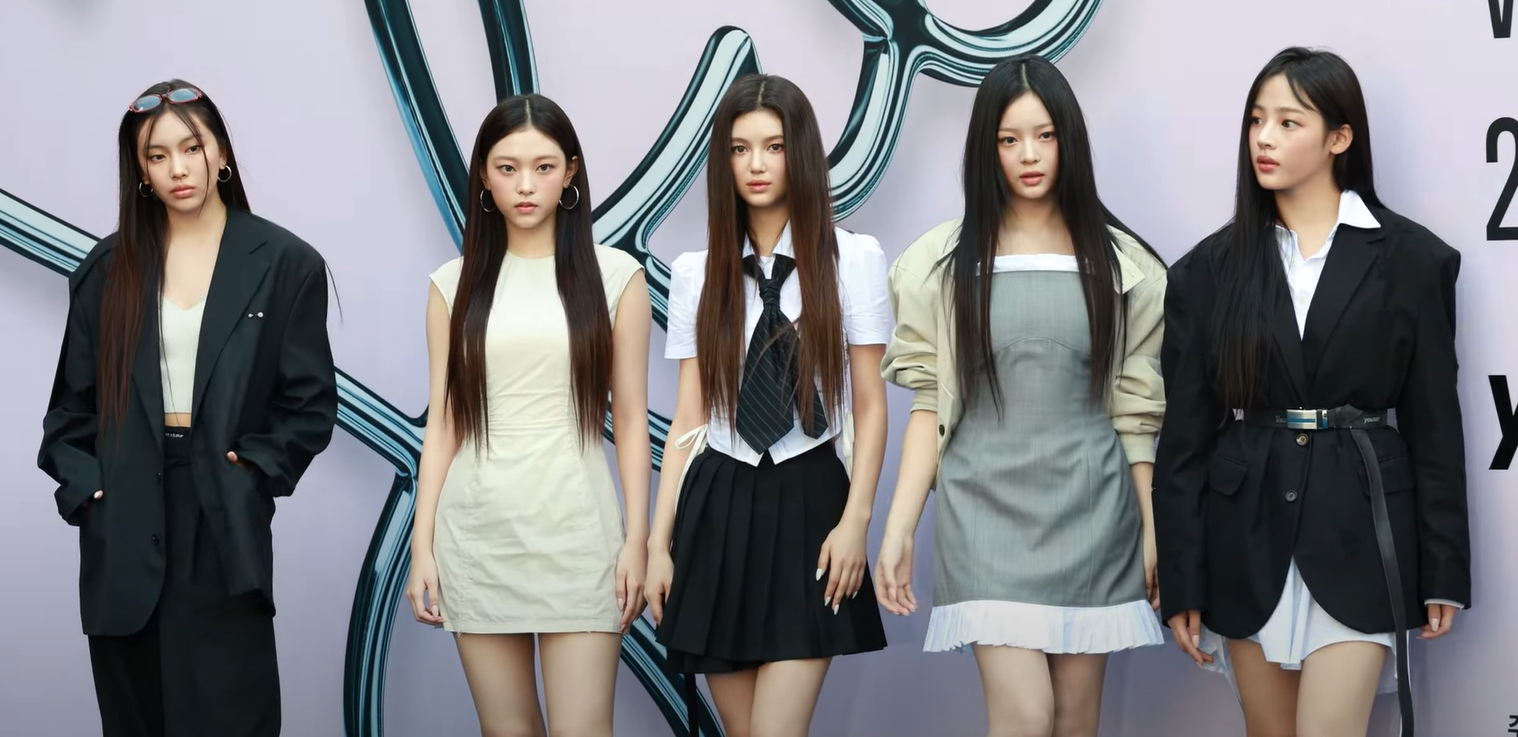
NewJeans vào tháng 9 năm 2024

Bắt đầu từ tháng 4 năm 2024, Hybe Corporation và giám đốc sản xuất của NewJeans Min Hee-jin đã tham gia vào một cuộc tranh chấp lao động, dẫn đến việc Min bị sa thải khỏi vị trí CEO của ADOR vào ngày 27 tháng 8. Các thành viên của NewJeans ủng hộ Min trong suốt cuộc tranh chấp, bao gồm việc tổ chức một buổi phát trực tiếp bất ngờ trên YouTube vào ngày 11 tháng 9, trong đó họ nhắc lại sự ủng hộ của họ đối với Min và tầm quan trọng của cô đối với bản sắc của nhóm. Họ cũng nêu chi tiết thêm các vấn đề bị cáo buộc với ban quản lý của Hybe, bao gồm quấy rối nơi làm việc, không hành động, rò rỉ thông tin cá nhân và xóa nội dung YouTube của họ. Vào cuối buổi phát sóng, các thành viên đã đưa ra tối hậu thư cho chủ tịch Hybe Bang Si-Hyuk để phục chức cho Min trước ngày 25 tháng 9. Viết cho tờ The New York Times, Jon Caramanica lưu ý rằng "cuộc nổi loạn của NewJeans — một trong những cuộc tranh chấp lao động K-pop gây chú ý nhất trong những năm gần đây — giống như một sự rạn nứt thực sự. [...] Đây là một kịch bản hiếm gặp ở cấp độ này trong K-pop". Vào ngày 25 tháng 9, Hybe đã bác bỏ tối hậu thư của NewJeans về việc phục chức Min dựa trên nguyên tắc tách biệt quản lý khỏi sản xuất của họ. Tuy nhiên, họ khẳng định Min vẫn tiếp tục vai trò là nhà sản xuất của NewJeans. Bất chấp xung đột, Min đã tuyên thệ sẽ tiến hành các kế hoạch tương lai của NewJeans trong một cuộc phỏng vấn với TV Asahi, tuyên bố rằng cô "có kế hoạch vượt qua những thách thức này".
Vào ngày 15 tháng 10, Hanni đã làm chứng với tư cách là nhân chứng tham khảo trong cuộc kiểm toán của Ủy ban Môi trường và Lao động của Quốc hội tại Hàn Quốc, tập trung vào vấn đề quấy rối tại nơi làm việc và bảo vệ nghệ sĩ trong ngành giải trí. Cô cáo buộc Hybe và các nhà quản lý cấp cao đã phá hoại NewJeans và kể lại sự phân biệt đối xử mà nhóm của cô phải đối mặt. Tổng giám đốc điều hành của ADOR, Kim Joo-young, cũng đã làm chứng và cam kết hợp tác với cuộc điều tra. Sau đó, vụ việc đã bị cơ quan chính phủ bác bỏ, với lý do là các thành viên của nhóm nhạc K-pop không được phân loại là người lao động và không được hưởng quyền lao động.
Vào ngày 13 tháng 11, năm thành viên đã gửi văn bản đến công ty đại diện ADOR, tuyên bố nếu không sửa chữa các vi phạm trong 14 ngày sẽ chấm dứt hợp đồng độc quyền. Đã hết thời gian quy định, ADOR vẫn không đáp ứng các yêu cầu khiến NewJeans vô cùng thất vọng. Vào ngày 28 tháng 11, NewJeans tuyên bố chấm dứt hợp đồng độc quyền với ADOR do cáo buộc vi phạm các điều khoản của hợp đồng, bao gồm cả việc bảo vệ nghệ sĩ. Vào ngày 29 tháng 11, các thành viên đã cam kết theo đuổi các hoạt động độc lập và đấu tranh cho quyền tên của nhóm. ADOR đã bác bỏ các cáo buộc vi phạm hợp đồng và tuyên bố rằng các thành viên vẫn phải tuân theo các nghĩa vụ theo hợp đồng. Các luật sư tuyên bố các thành viên đã thực hiện các bước pháp lý để chấm dứt hợp đồng; ADOR có thể đệ đơn kiện để phản đối. Liên đoàn Quản lý Hàn Quốc (KMF) và Hiệp hội Nhà sản xuất Giải trí Hàn Quốc (KEPA) đứng về phía Hybe và ADOR, lập luận rằng việc chấm dứt hợp đồng đơn phương gây tổn hại đến các nguyên tắc và khoản đầu tư của ngành. KEPA gọi hành động của NewJeans là "trẻ con", trong khi KMF thúc giục họ rút lại khiếu nại của mình. Cả hai liên đoàn đều có truyền thống ủng hộ các công ty quản lý trong các tranh chấp.
Vào ngày 5 tháng 12, ADOR đã gửi đơn lên tòa án để xác nhận tính hợp lệ của hợp đồng của NewJeans và cảnh báo những người khác không nên tham gia, đồng thời bày tỏ thiện chí đàm phán. Đáp lại, các thành viên tuyên bố hợp đồng của họ đã kết thúc vào ngày 28 tháng 11 và cáo buộc ADOR quấy rối những người cộng tác của họ. Vào ngày 14 tháng 12, năm thành viên của NewJeans đã tạo một tài khoản Instagram mới với tên "jeanzforfree", tách biệt với tài khoản chính thức hiện tại do ADOR quản lý. ADOR đã đe dọa sẽ có hành động pháp lý liên quan đến tài khoản mới này.
Vào ngày 13 tháng 1 năm 2025, ADOR đã đệ đơn lên Tòa án Quận Trung tâm Seoul để ngăn chặn các thành viên ký hợp đồng quảng cáo độc lập trong khi tranh chấp hợp đồng của họ vẫn chưa được giải quyết.

## Phong cách âm nhạc và lời bài hát
Âm nhạc của NewJeans bao gồm các thể loại như R&B, electropop, và hip hop. Âm nhạc của họ được đặc trưng bởi những giai điệu nhẹ nhàng, âm thanh tổng hợp (synthesizers) và giọng hát trực tiếp.
 EP ra mắt và album đơn đầu tiên của nhóm, OMG, chủ yếu là pop và R&B có tiết tấu trung bình, gợi nhớ đến âm nhạc của những năm 1990 và 2000. Có sự so sánh giữa âm thanh của NewJeans và các nhóm nhạc nữ K-pop cuối thập niên 1990. Các nhà phê bình âm nhạc cũng đã chỉ ra các yếu tố của các phong cách electronic và dance từ cuối thập niên 1990 và giữa thập niên 2000 như UK garage, Baltimore club, Jersey club, và moombahton. Với EP thứ hai của mình Get Up, nhóm đã mạo hiểm hơn với nhạc dance và club với việc sản xuất có tính nhịp điệu hơn, mở rộng các sản phẩm trước đây chịu ảnh hưởng bởi UK garage của nhóm. Trong khi đó, với sản phẩm "Supernatural", họ đã khám phá new jack swing và dance-pop với phần nội suy của bài "Back of My Mind", một bài hát năm 2009 của ca sĩ người Nhật Manami do Pharrell Williams sản xuất.
Âm nhạc của NewJeans chủ yếu được sản xuất bởi các ca sĩ người Hàn Quốc 250 và Park Jin-su (còn được biết đến với tên FRNK), trong khi các thành viên thường tham gia viết lời bài hát. Các thành viên đã chia sẻ về việc được truyền cảm hứng từ phim ảnh và truyền hình, đặc biệt là từ những bộ phim "drama tuổi teen" như Clueless (1995), Mean Girls (2004) và The Princess Diaries (2001). Giám đốc điều hành Min Hee-jin chọn tất cả các bài hát của NewJeans và chịu trách nhiệm về quy trình ghi âm. Về EP ra mắt của nhóm, Min cho biết cô "muốn phá vỡ công thức ngầm của K-pop và tạo ra một album với âm nhạc mà tôi muốn". Min không thích "các phần cao vút, những đoạn rap vụng về đột ngột xuất hiện và phương pháp hát có vẻ đồng nhất" và chọn cách ghi âm mà không có giọng dẫn, cho phép các thành viên phát triển phong cách hát riêng của mình. Pearce cho rằng việc NewJeans thường xuyên hợp tác với một số nhà sản xuất nhất định đã tạo ra một danh sách đĩa nhạc đồng bộ với bản sắc và thẩm mỹ rõ ràng.

## Các liên doanh khác

### Hợp tác quảng cáo và đại sứ
Về cá nhân, bốn trong số các thành viên của nhóm là Minji, Hanni, Danielle và Hyein đã được các hãng thời trang cao cấp khác nhau chọn làm đại sứ thương hiệu.
Ngày 28 tháng 10 năm 2022, Hanni trở thành đại sứ thương hiệu của Gucci. Cô là thành viên đầu tiên của NewJeans đảm nhận vai trò này. Trong sự kiện Gucci Cosmogonie Seoul tại Gyeongbokgung ở Seoul, Hanni sẽ cùng với các nghệ sĩ khác tham dự. Ban đầu sự kiện dự kiến diễn ra vào ngày 1 tháng 11 nhưng rồi bị huỷ do xảy ra thảm kịch giẫm đạp ở Itaewon trong đêm lễ hội Halloween.
Cả nhóm sau đó được vinh danh là đại sứ thương hiệu toàn cầu cho nhãn hiệu thời trang Levi's.
NewJeans được thành phố Seoul bổ nhiệm làm đại sứ quan hệ công chúng vào tháng 2 năm 2023. Cùng tháng đó, có thông báo rằng họ sẽ quảng bá cho Tuần lễ thời trang Seoul sắp tới với tư cách là đại sứ danh dự. Vào tháng 3 năm 2024, họ được bộ phận hải quan của Sân bay quốc tế Incheon bổ nhiệm làm đại sứ.
| Hãng / Tên      | Danh phận           | Thành viên      | Quảng bá                                                          | Chú thích             |
| --------------- | ------------------- | --------------- | ----------------------------------------------------------------- | --------------------- |
| SK Telecom      | Người mẫu quảng cáo | Cả nhóm         | iPhone 14 Pro, iPhone 15 Pro, iPhone 16 Pro                       | [ 87 ] [ 88 ]         |
| O!Oi            | Người mẫu quảng cáo | Cả nhóm         | Áo khoác phao có chữ ký của NewJeans                              | [ 89 ]                |
| MEGASTUDY       | Người mẫu quảng cáo | Cả nhóm         | 2024 0 Won Mega Pass                                              | [ 90 ]                |
| Carin           | Người mẫu quảng cáo | Cả nhóm         | Kính                                                              | [ 91 ]                |
| McDonald's      | Người mẫu quảng cáo | Cả nhóm         | McCrispy                                                          | [ 92 ]                |
| STONEHENgE      | Người mẫu quảng cáo | Cả nhóm         |                                                                   | [ 93 ]                |
| Kao Corporation | Người mẫu quảng cáo | Cả nhóm         | Essential Premium                                                 | [ 94 ]                |
| NIKE            | Người mẫu quảng cáo | Minji và Haerin | Quần Legging của NIKE Seoul                                       |                       |
| NIKE            | Đại sứ thương hiệu  | Cả nhóm         | Chiến dịch Air Max Day                                            | [ 95 ]                |
| OLENS           | Đại sứ thương hiệu  | Cả nhóm         | Kính áp tròng                                                     |                       |
| Chanel Korea    | Đại sứ thương hiệu  | Minji           |                                                                   | [ 96 ]                |
| Louis Vuitton   | Đại sứ thương hiệu  | Hyein           |                                                                   | [ 97 ]                |
| LG Electronics  | Đại sứ toàn cầu     | Cả nhóm         | Laptop LG Gram                                                    | [ 98 ] [ 99 ] [ 100 ] |
| Musinsa         | Đại sứ toàn cầu     | Cả nhóm         |                                                                   | [ 80 ]                |
| Levi's          | Đại sứ toàn cầu     | Cả nhóm         |                                                                   | [ 82 ]                |
| Coca-Cola       | Đại sứ toàn cầu     | Cả nhóm         | Coca-Cola, Coca-Cola Zero                                         | [ 101 ]               |
| Lotte Wellfood  | Đại sứ toàn cầu     | Cả nhóm         | Pepero                                                            | [ 102 ]               |
| Indomie         | Đại sứ toàn cầu     | Cả nhóm         |                                                                   | [ 103 ]               |
| Armani Beauty   | Đại sứ toàn cầu     | Hanni           | Phấn nền Power Fabric và son môi Maestro Satin                    | [ 104 ]               |
| Gucci           | Đại sứ toàn cầu     | Hanni           |                                                                   |                       |
| UGG             | Đại sứ toàn cầu     | Hanni           | Golden Glow Sandal, Stratus Sandal và dép xỏ ngón Venture Daze    | [ 105 ]               |
| Burberry        | Đại sứ toàn cầu     | Danielle        |                                                                   | [ 79 ]                |
| Celine          | Đại sứ toàn cầu     | Danielle        | Áo khoác da Chasseur, áo khoác da Triomphe và túi Celine Victoire | [ 106 ]               |
| Dior Jewelry    | Đại sứ toàn cầu     | Haerin          |                                                                   | [ 107 ]               |
| Sol             | App                 | Cả nhóm         | Ngân hàng Shinhan                                                 | [ 108 ]               |
| Phoning         | App                 | Cả nhóm         |                                                                   |                       |
| Pinkfong        |                     | Cả nhóm         |                                                                   | [ 109 ]               |

### Hoạt động từ thiện
Vào ngày 17 tháng 2 năm 2023, NewJeans cùng với ADOR đã quyên góp 200 triệu ₩ để giúp đỡ các nạn nhân sau trận động đất Thổ Nhĩ Kỳ–Syria năm 2023 bằng cách quyên góp tiền thông qua Chương trình Lương thực Thế giới (WFP). Vào tháng 5 năm 2024, NewJeans đã quyên góp toàn bộ số tiền thu được từ các buổi biểu diễn của họ tại bảy lễ hội của trường đại học cho Quỹ Học bổng Hàn Quốc.

## Thành viên
| Nghệ danh | Nghệ danh | Tên khai sinh       | Tên khai sinh  | Tên khai sinh | Tên khai sinh  | Ngày sinh        | Nơi sinh                       | Quốc tịch     |
| Latinh    | Hangul    | Latinh              | Hangul         | Hanja         | Hán-Việt       | Ngày sinh        | Nơi sinh                       | Quốc tịch     |
| Minji     | 민지      | Kim Min-ji          | 김민지         | 金玟池        | Kim Mẫn Trí    | 7 tháng 5, 2004  | Chuncheon, Gangwon, Hàn Quốc   | Hàn Quốc      |
| Hanni     | 하니      | Hanni Pham          | 하니 팜        | 范玉欣        | Phạm Ngọc Hân  | 6 tháng 10, 2004 | Melbourne, Victoria, Úc        | Úc            |
| Hanni     | 하니      | Phạm Ngọc Hân       | 팜 응옥 헌     | 范玉欣        | Phạm Ngọc Hân  | 6 tháng 10, 2004 | Melbourne, Victoria, Úc        | Úc            |
| Danielle  | 다니엘    | Danielle June Marsh | 다니엘 준 마쉬 | 牟智慧        | Mâu Trí Huệ    | 11 tháng 4, 2005 | Newcastle, New South Wales, Úc | Úc · Hàn Quốc |
| Danielle  | 다니엘    | Mo Ji-hye           | 모지혜         | 牟智慧        | Mâu Trí Huệ    | 11 tháng 4, 2005 | Newcastle, New South Wales, Úc | Úc · Hàn Quốc |
| Haerin    | 해린      | Kang Hae-rin        | 강해린         | 姜諧潾        | Khương Hài Lân | 15 tháng 5, 2006 | Seoul, Hàn Quốc                | Hàn Quốc      |
| Hyein     | 혜인      | Lee Hye-in          | 이혜인         | 李惠仁        | Lý Huệ Nhân    | 21 tháng 4, 2008 | Incheon, Hàn Quốc              | Hàn Quốc      |

- Chú thích: Nhóm không có nhóm trưởng và các thành viên không có vị trí cố định.[112]

## Danh sách đĩa nhạc

### Đĩa mở rộng
| Tựa đề                                                                                              | Chi tiết                                                                                                  | Vị trí cao nhất trên bảng xếp hạng | Vị trí cao nhất trên bảng xếp hạng | Vị trí cao nhất trên bảng xếp hạng | Vị trí cao nhất trên bảng xếp hạng | Vị trí cao nhất trên bảng xếp hạng | Vị trí cao nhất trên bảng xếp hạng | Vị trí cao nhất trên bảng xếp hạng | Vị trí cao nhất trên bảng xếp hạng | Vị trí cao nhất trên bảng xếp hạng | Vị trí cao nhất trên bảng xếp hạng | Doanh số                                                    | Chứng nhận                                  |
| Tựa đề                                                                                              | Chi tiết                                                                                                  | Hàn                                | Áo                                 | CAN                                | Pháp                               | Đức                                | Nhật                               | NZ                                 | SWI                                | UK                                 | US                                 | Doanh số                                                    | Chứng nhận                                  |
| --------------------------------------------------------------------------------------------------- | --- | ---------------------------------- | ---------------------------------- | ---------------------------------- | ---------------------------------- | ---------------------------------- | ---------------------------------- | ---------------------------------- | ---------------------------------- | ---------------------------------- | ---------------------------------- | ----------------------------------------------------------- | ------------------------------------------- |
| New Jeans                                                                                           | - Phát hành: 1 tháng 8 năm 2022 - Hãng: ADOR - Định dạng: CD, tải nhạc, phát trực tuyến                   | 1                                  | —                                  | —                                  | —                                  | 91                                 | 12                                 | —                                  | —                                  | —                                  | —                                  | - Hàn: 1,755,230 - Nhật: 13,487 (Phy.) - Nhật: 6,764 (Dig.) | - KMCA: Triệu - KMCA: 2× Bạch kim (Weverse) |
| Get Up                                                                                              | - Phát hành: 21 tháng 7 năm 2023 - Hãng: ADOR, Geffen, YG Plus - Định dạng: CD, tải nhạc, phát trực tuyến | 2                                  | 7                                  | 4                                  | 5                                  | 10                                 | 4                                  | 3                                  | 8                                  | 15                                 | 1                                  | - Hàn: 2,247,912 - Nhật: 63,189 - Mỹ: 332,000               | - KMCA: Triệu - KMCA: Bạch kim (Weverse)    |
| "—" đại diện cho một bản ghi không có trong bảng xếp hạng hoặc không được phát hành tại khu vực đó. | |                                    |                                    |                                    |                                    |                                    |                                    |                                    |                                    |                                    |                                    |                                                             |                                             |

### Album đĩa đơn
| Tựa đề                                                                                             | Thông tin chi tiết                                                                                | Vị trí cao nhất | Vị trí cao nhất | Vị trí cao nhất | Vị trí cao nhất | Vị trí cao nhất | Doanh số                               | Chứng nhận                               |
| Tựa đề                                                                                             | Thông tin chi tiết                                                                                | Hàn             | Bỉ (FL)         | CRO             | Nhật            | POR             | Doanh số                               | Chứng nhận                               |
| -------------------------------------------------------------------------------------------------- | ------------------------------------------------------------------------------------------------- | --------------- | --------------- | --------------- | --------------- | --------------- | -------------------------------------- | ---------------------------------------- |
| OMG                                                                                                | - Phát hành: 2 tháng 1 năm 2023 - Hãng: ADOR, YG Plus - Định dạng: CD, tải nhạc, phát trực tuyến  | 1               | 69              | 13              | 2               | 8               | - Hàn: 1,788,275 - Nhật: 35,418 (Phy.) | - KMCA: Triệu - KMCA: Bạch kim (Weverse) |
| How Sweet                                                                                          | - Phát hành: 24 tháng 5 năm 2024 - Hãng: ADOR, YG Plus - Định dạng: CD, tải nhạc, phát trực tuyến | 1               | —               | 9               | 6               | —               | - Hàn: 1,264,309 - Nhật: 52,285        | - KMCA: Triệu - KMCA: Bạch kim (Weverse) |
| Supernatural                                                                                       | - Phát hành: 21 tháng 6 năm 2024 - Hãng: ADOR - Định dạng: CD, tải nhạc, phát trực tuyến          | 1               | —               | 14              | 4               | —               | - Hàn: 1,354,324 - Nhật: 82,119        | - KMCA: Triệu - RIAJ: Vàng               |
| "—" biểu thị một bản thu âm không lọt vào bảng xếp hạng hoặc không được phát hành tại lãnh thổ đó. |                                                                                                   |                 |                 |                 |                 |                 |                                        |                                          |

### Đĩa đơn
| Tựa đề                                                                                         | Năm  | Vị trí cao nhất | Vị trí cao nhất | Vị trí cao nhất | Vị trí cao nhất | Vị trí cao nhất | Vị trí cao nhất | Vị trí cao nhất | Vị trí cao nhất | Vị trí cao nhất | Vị trí cao nhất | Doanh số                                     | Chứng nhận                                     | Album     |
| Tựa đề                                                                                         | Năm  | Hàn             | Hàn Songs       | Anh             | CAN             | Mỹ              | Nhật Hot        | NZ              | Việt            | Úc              | WW              | Doanh số                                     | Chứng nhận                                     | Album     |
| ---------------------------------------------------------------------------------------------- | ---- | --------------- | --------------- | --------------- | --------------- | --------------- | --------------- | --------------- | --------------- | --------------- | --------------- | -------------------------------------------- | ---------------------------------------------- | --------- |
| "Attention"                                                                                    | 2022 | 1               | 1               | —               | —               | —               | —               | —               | 8               | —               | 54              |                                              | - KMCA: Bạch kim - RIAJ: Bạch kim              | New Jeans |
| "Hype Boy"                                                                                     | 2022 | 2               | 1               | —               | 95              | —               | 41              | —               | 9               | —               | 52              |                                              | - KMCA: 2× Bạch kim - RIAJ: Bạch kim           | New Jeans |
| "Cookie"                                                                                       | 2022 | 9               | 6               | —               | —               | —               | —               | —               | 21              | —               | —               |                                              | - RIAJ: Vàng                                   | New Jeans |
| "Ditto"                                                                                        | 2022 | 1               | 1               | 95              | 43              | 82              | 9               | —               | 1               | 54              | 8               | - Nhật: 9,967 (Dig.) - Toàn cầu: 4,000       | - KMCA: 2× Bạch kim - RIAJ: 2× Bạch kim        | OMG       |
| "OMG"                                                                                          | 2023 | 2               | 1               | —               | 35              | 74              | 7               | 31              | 1               | 43              | 10              | - Nhật: 3,334 (Dig.)                         | - KMCA: Bạch kim - RIAJ: 2× Bạch kim           | OMG       |
| "Super Shy"                                                                                    | 2023 | 1               | 1               | 52              | 26              | 48              | 10              | 16              | 2               | 14              | 2               | - Nhật: 1,655 (dig.) - Mỹ: 2,000 - WW: 6,000 | - KMCA: Bạch kim - RIAJ: Bạch kim - RMNZ: Vàng | Get Up    |
| "Cool With You"                                                                                | 2023 | 14              | 13              | —               | 57              | 93              | 43              | —               | 7               | 40              | 22              |                                              |                                                | Get Up    |
| "ETA"                                                                                          | 2023 | 2               | 2               | —               | 48              | 81              | 8               | 36              | 11              | 34              | 12              | - Nhật: 13,364 (dig.)                        | - KMCA: Bạch kim - RIAJ: Bạch kim              | Get Up    |
| "How Sweet"                                                                                    | 2024 | 2               | 2               | —               | 67              | —               | 14              | —               | —               | 5               | 15              | - Nhật: 5,146 (dig.)                         | - RIAJ: Vàng                                   | How Sweet |
| "—" biểu thị bản ghi không có trong bảng xếp hạng hoặc không được phát hành trong lãnh thổ đó. |      |                 |                 |                 |                 |                 |                 |                 |                 |                 |                 |                                              |                                                |           |

### Các bài hát được lọt vào bảng xếp hạng khác
| Tựa đề                                                                                         | Năm  | Vị trí cao nhất | Vị trí cao nhất | Vị trí cao nhất | Vị trí cao nhất | Vị trí cao nhất | Vị trí cao nhất | Vị trí cao nhất | Vị trí cao nhất | Vị trí cao nhất | Album        |
| Tựa đề                                                                                         | Năm  | Hàn             | Hàn Songs       | CAN             | Mỹ Bub.         | Nhật Hot        | NZ Hot          | Úc              | Việt            | WW              | Album        |
| ---------------------------------------------------------------------------------------------- | ---- | --------------- | --------------- | --------------- | --------------- | --------------- | --------------- | --------------- | --------------- | --------------- | ------------ |
| "Hurt"                                                                                         | 2022 | 85              | 17              | —               | —               | —               | —               | —               | 53              | —               | New Jeans    |
| "New Jeans"                                                                                    | 2023 | 8               | 2               | 62              | 5               | 46              | 6               | 53              | 14              | 25              | Get Up       |
| "Get Up"                                                                                       | 2023 | 33              | —               | 79              | 22              | —               | 7               | 82              | 21              | 57              | Get Up       |
| "ASAP"                                                                                         | 2023 | 20              | 25              | 70              | 16              | 79              | 9               | 64              | 13              | 33              | Get Up       |
| "Bubble Gum"                                                                                   | 2024 | 3               | 3               | —               | —               | 40              | 5               | —               | —               | 30              | How Sweet    |
| "Right Now"                                                                                    | 2024 | 25              | 15              | —               | —               | 47              | 19              | —               | —               | 81              | Supernatural |
| "—" biểu thị bản ghi không có trong bảng xếp hạng hoặc không được phát hành trong lãnh thổ đó. |      |                 |                 |                 |                 |                 |                 |                 |                 |                 |              |

## Danh sách phim

### Loạt phim truyền hình
| Năm  | Tựa đề                  | Chú thích |
| ---- | ----------------------- | --------- |
| 2022 | New Jeans Code in Busan | [ 180 ]   |

### Chương trình radio
| Năm  | Ngày       | Kênh         | Tên chương trình           | Thành viên tham gia       | Nguồn   |
| ---- | ---------- | ------------ | -------------------------- | ------------------------- | ------- |
| 2022 | 13 tháng 8 | SBS Power FM | Park Soo-Hyun's Love Game  | Minji, Danielle và Haerin | [ 181 ] |
| 2022 | 14 tháng 8 | SBS Power FM | 2 O'Clock Cultwo Show      | Cả nhóm                   | [ 182 ] |
| 2023 | 3 tháng 1  | SBS Power FM | Choi Hwa-Jung's Power Time | Cả nhóm                   | [ 183 ] |
| 2023 | 4 tháng 1  | SBS Power FM | Kim Young-Chul's Power FM  | Minji và Danielle         | [ 184 ] |
| 2023 | 19 tháng 1 | SBS Power FM | 2 O'Clock Cultwo Show      | Cả nhóm                   | [ 185 ] |

## Danh sách video

### Video âm nhạc
| Tựa đề                              | Năm  | Đạo diễn     | Thời lượng | Chú thích |
| ----------------------------------- | ---- | ------------ | ---------- | --------- |
| "Attention"                         | 2022 | Shin Heewon  | 4:22       | [ 186 ]   |
| "Hype Boy" (Minji ver.)             | 2022 | Shin Dongle  | 2:57       | [ 187 ]   |
| "Hype Boy" (Hanni ver.)             | 2022 | Shin Dongle  | 2:57       | [ 188 ]   |
| "Hype Boy" (Danielle & Haerin ver.) | 2022 | Shin Dongle  | 3:07       | [ 189 ]   |
| "Hype Boy" (Hyein ver.)             | 2022 | Shin Dongle  | 2:57       | [ 190 ]   |
| "Hurt"                              | 2022 | Shin Heewon  | 3:01       | [ 191 ]   |
| "Cookie"                            | 2022 | Shin Dongle  | 3:58       | [ 192 ]   |
| "Ditto" (side A)                    | 2022 | Shin Wooseok | 5:33       | [ 193 ]   |
| "Ditto" (side B)                    | 2022 | Shin Wooseok | 4:36       | [ 193 ]   |
| "Hurt" (250 Remix)                  | 2022 | Shin Heewon  | 3:45       | [ 194 ]   |
| "OMG"                               | 2023 | Shin Wooseok | 6:33       | [ 195 ]   |
| "Zero"                              | 2023 | Sunghwi      | 3:20       | [ 196 ]   |
| "New Jeans"                         | 2023 | Lee Youngeum | 3:31       | [ 197 ]   |
| "Super Shy"                         | 2023 | Shin Heewon  | 3:21       | [ 198 ]   |
| "Cool With You" (side A)            | 2023 | Shin Wooseok | 4:00       | [ 199 ]   |
| "Cool With You" & "Get Up" (side B) | 2023 | Shin Wooseok | 4;16       | [ 200 ]   |
| "ETA"                               | 2023 | Shin Wooseok | 3;37       | [ 201 ]   |
| "ASAP"                              | 2023 | Kim Jakyoung | 2:21       | [ 202 ]   |
| "Bubble Gum"                        | 2024 | Lee Youngeum | 3:41       | [ 203 ]   |
| "How Sweet"                         | 2024 | Shin Heewon  | 4:03       | [ 204 ]   |
| "Right Now"                         | 2024 | Lee Youngeum | 2:55       | [ 205 ]   |
| "Supernatural" (Part 1)             | 2024 | Shin Dongle  | 3:11       | [ 206 ]   |
| "Supernatural" (Part 2)             | 2024 | Shin Dongle  | 3:11       | [ 207 ]   |

## Tạp chí
| Năm  | Tạp chí                     | Thành viên      | Số phát hành                     | Số version         | Hãng đẩy bìa / Trang                        | Quảng bá                                                                       | Nhiếp ảnh gia                  | Chú thích   |
| ---- | --------------------------- | --------------- | -------------------------------- | ------------------ | ------------------------------------------- | ------------------------------------------------------------------------------ | ------------------------------ | ----------- |
| 2022 | Super Elle                  | Cả nhóm         | Tháng 9                          | 6 (1 nhóm, 5 solo) | Chanel Beauty                               | Chanel Rouge Allure L'extrait                                                  | Yoon Jiyong                    | Không biết  |
| 2022 | Harper's Bazaar Korea       | Cả nhóm         | Tháng 9                          | Không xác định     | Dior                                        | Không biết                                                                     | Park Jongha                    | Trang trong |
| 2022 | GQ Korea                    | Cả nhóm         | Tháng 9                          | Không xác định     | COMME des GARÇONS                           | Không biết                                                                     | Park Jongha                    | Trang trong |
| 2022 | Vogue Korea                 | Hyein           | Tháng 11                         | Không xác định     | Digital Vogue Korea                         | Louis Vuitton - Cruise Collection 2023                                         | Không biết                     | Không biết  |
| 2022 | W Korea (Christmas Special) | Cả nhóm         | Số đặc biệt: Kết niên (Tháng 12) | 6 (1 nhóm, 5 solo) | Gucci, Dior, Louis Vuitton (LV) và Burberry | Không biết                                                                     | Min Heejin                     | Không biết  |
| 2023 | Spur                        | Cả nhóm         | Tháng 3                          | 6 (1 nhóm, 5 solo) | Không biết                                  | Không biết                                                                     | Không biết                     | Không biết  |
| 2023 | Genie                       | Cả nhóm         | Không biết                       | 6 (1 nhóm, 5 solo) | Không biết                                  | Không biết                                                                     | Không biết                     | Không biết  |
| 2023 | New Musical Express         | Cả nhóm         | Không biết                       | 6 (1 nhóm, 5 solo) | Không biết                                  | Không biết                                                                     | Không biết                     | Không biết  |
| 2023 | Elle                        | Minji           | Tháng 3                          | 3                  | Chanel Beauty                               | Chanel Rouge Coco Balm, Chanel Chance                                          | Park Jongha                    | Không biết  |
| 2023 | Marie Claire                | Hanni           | Tháng 3                          | 3                  | Gucci                                       | Không biết                                                                     | Go Wontae                      | Không biết  |
| 2023 | W Korea                     | Hanni           | Tháng 3                          | 3                  | Gucci                                       | Không biết                                                                     | Mok Jeongwook                  | Không biết  |
| 2023 | W Korea (Special)           | Minji           | Tháng 6                          | 3                  | Không biết                                  | Seoul Jazz Festival                                                            | Kang Hyewon                    | Không biết  |
| 2023 | W Korea                     | Hanni           | Tháng 6                          | 1                  | Gucci                                       | Không biết                                                                     | Go Wontae                      | Không biết  |
| 2023 | POPEYE                      | Cả nhóm         | Tháng 7                          | 1                  | Không biết                                  | Không biết                                                                     | Không biết                     | Không biết  |
| 2023 | V Magazine                  | Cả nhóm         | Tháng 7                          | 6 (1 nhóm, 5 solo) | Không biết                                  | Không biết                                                                     | Cho Giseok                     | Không biết  |
| 2023 | Marie Claire                | Danielle        | Tháng 11                         | 2                  | Burberry                                    | Không biết                                                                     | Không biết                     | Không biết  |
| 2023 | Allure                      | Danielle        | Tháng 12                         | 1                  | Burberry                                    | Không biết                                                                     | Không biết                     | Không biết  |
| 2023 | Vogue Hongkong              | Haerin          | Tháng 12                         | 3                  | Dior                                        | Dior Cruise Collection 2024, Dior Joaillerie ‘Rose Des Vents’                  | Park Jongha                    | Không biết  |
| 2024 | Vogue Australia             | Hanni, Danielle | Tháng 1                          | 1                  | Vogue Australia                             | Không biết                                                                     | Kang Hyewon                    | Không biết  |
| 2024 | Elle Japan                  | Hearin          | Tháng 2                          | 1                  | Không biết                                  | Không biết                                                                     | Không biết                     | Không biết  |
| 2024 | W Korea                     | Hanni           | Tháng 2                          | 3                  | Gucci                                       | Gucci Ancora Spring Summer 2024 Collection                                     | Hiroshi Fujiwara, Song Siyoung | Không biết  |
| 2024 | W Korea                     | Haerin          | Tháng 3                          | 2                  | Dior                                        | Dior Joaillerie ‘Rose Des Vents’                                               | Kim Shinae                     | Không biết  |
| 2024 | Billboard                   | Cả nhóm         | 2 tháng 3                        | 1                  | Không biết                                  | Không biết                                                                     | Ssam Kim                       | Không biết  |
| 2024 | Vogue Korea                 | Hyein           | Tháng 3                          | 1                  | Louis Vuitton                               | LV Fine Jewelry                                                                | Park Bae                       | Không biết  |
| 2024 | Elle Japan                  | Hyein           | Tháng 5                          | 1                  | Louis Vuitton                               | Louis Vuitton Spring Summer 2024 Collection                                    | Không biết                     | Không biết  |
| 2024 | Marie Claire Korea          | Danielle        | Tháng 5                          | 3                  | Celine                                      | Không biết                                                                     | Park Jongha                    | Không biết  |
| 2024 | W Korea (Special)           | Minji           | Tháng 6                          | 2                  | Không biết                                  | Seoul Jazz Festival                                                            | An Juyoung                     | Không biết  |
| 2024 | Dazed Korea (Special)       | Hanni           | Tháng 9                          | 6                  | Gucci                                       | Không biết                                                                     | Song Siyoung                   | Không biết  |
| 2024 | Billboard Korea             | Cả nhóm         | Số đầu tiên của nghệ sĩ          | 1                  | Không biết                                  | Không biết                                                                     | Không biết                     | Không biết  |
| 2024 | Esquire Korea               | Danielle        | Tháng 11                         | 2                  | Celine                                      | La Collection de L'Arc de Triomphe                                             | Lee Junkyung                   | Không biết  |
| 2024 | Marie Claire Korea          | Haerin          | Tháng 11                         | 3                  | Dior                                        | Không biết                                                                     | Go Wontae                      | Không biết  |
| 2024 | Elle Korea (Special)        | Haerin          | Tháng 11                         | 2                  | Dior Beauty                                 | Dior Holiday Makeup Collection, Dior Backstage Palette Holiday 2024 Collection | Go Wontae                      | Không biết  |
| 2024 | Dazed Korea                 | Minji           | Tháng 11                         | 4                  | Chanel                                      | Chanel 2024/25 Cruise Collection                                               | Go Wontae                      | Không biết  |
| 2024 | HommeGirls                  | Cả nhóm         | Số thứ 12                        | 1                  | Không biết                                  | Không biết                                                                     | Song Siyoung                   | Không biết  |

## Sự kiện
| Năm  | Tên                               | Thành viên | Ngày        | Chú thích                                              |
| ---- | --------------------------------- | ---------- | ----------- | ------------------------------------------------------ |
| 2022 | N°1 DE CHANEL GARDEN              | Cả nhóm    | 2 tháng 8   | Tại Cafe oude ở Sungsu-dong, Seoul, Hàn Quốc           |
| 2022 | Moschino Pop Up Store             | Hanni      | 15 tháng 9  | Tại Seoul, Hàn Quốc                                    |
| 2022 | DIESEL Hannam Store Opening Event | Hyein      | 22 tháng 9  | Tại Seoul, Hàn Quốc                                    |
| 2022 | Burberry Pop Up Store             | Danielle   | 18 tháng 10 | Tại Seoul, Hàn Quốc                                    |
| 2022 | Coca-Cola Pop Up Event            | Cả nhóm    | 21 tháng 10 | Tại Mapo-gu, Seoul, Hàn Quốc                           |
| 2022 | W Korea                           | Cả nhóm    | 28 tháng 10 | Tại Khách sạn Four Seasons, Seoul, Hàn Quốc            |
| 2022 | Maison Margiela Pop Up Store      | Danielle   | 17 tháng 11 | Tại Trung tâm Hyundai, Seoul, Hàn Quốc                 |
| 2022 | Gucci Pop Up Store                | Hanni      | 9 tháng 12  | Tại The Hyundai, Gangnam, Seoul, Hàn Quốc              |
| 2023 | Yves Saint Laurent Beauty         | Danielle   | 18 tháng 1  | Tại Cửa hàng bách hoá Lotte ở Jung-gu, Seoul, Hàn Quốc |

## Ảnh hưởng và tác động
NewJeans đã trở thành "một trong những nhóm nhạc được công nhận rộng rãi và có ảnh hưởng lớn nhất trong làng nhạc pop", theo Billboard. The Times of India đã gọi NewJeans là một biểu tượng pop toàn cầu, nhận định rằng "họ đã chiếm lĩnh trái tim của những người yêu thích pop trên toàn thế giới và trở thành hình mẫu của sự xuất sắc trong pop hiện đại". Time đã xếp họ vào danh sách Next Generation Leaders, cho rằng họ "đã đạt được những cột mốc toàn cầu nhanh hơn cả những nhóm nhạc kỳ cựu hơn trong ngành". Nhà phê bình âm nhạc Jung Min-jae đã nói với NBC News rằng "NewJeans là tất cả những gì K-pop hiện đại không có, đến với diện mạo tươi mới trong một ngành công nghiệp có vẻ như không thay đổi". Nhà phê bình âm nhạc Kim Do-heon viết cho The Korea Times cho rằng sự thành công của NewJeans một phần là nhờ vào âm nhạc "thư giãn, thoải mái và tự nhiên" của họ, trong khi Tamar Herman viết cho Vogue rằng âm nhạc của họ "ngay lập tức làm thay đổi diện mạo của ngành âm nhạc thần tượng pop Hàn Quốc". Business Insider cho rằng "NewJeans đã trở thành một lực lượng và là người thay đổi quy tắc âm nhạc cả trong làng pop Hàn Quốc và toàn cầu." NewJeans đã được xếp hạng trong nhiều bảng xếp hạng uy tín, bao gồm danh sách Korea Power Celebrity 40 và 30 Under 30 – Asia (Entertainment & Sports) của Forbes.
NewJeans đã được công nhận về ảnh hưởng và đóng góp của họ cho ngành thời trang; họ đã nhận được Bằng khen của Chủ tịch Hiệp hội Công nghiệp Thời trang Hàn Quốc tại Giải thưởng Thời trang Hàn Quốc năm 2023 và được The Business of Fashion liệt kê là một trong 500 người có ảnh hưởng nhất trong ngành vào năm 2023. Nhà thiết kế thời trang Yoon Ahn đã nêu tên nhóm trong số những người có ảnh hưởng cho bộ sưu tập quần áo may sẵn mùa thu năm 2023 của thương hiệu Ambush của cô.

## Lưu diễn

### Cuộc gặp gỡ người hâm mộ
| Tiêu đề                      | Ngày                | Địa điểm                      | Thành phố | Quốc gia |
| ---------------------------- | ------------------- | ----------------------------- | --------- | -------- |
| Bunnies Camp                 | 1–2 tháng 7, 2023   | SK Olympic Handball Gymnasium | Seoul     | Hàn Quốc |
| Bunnies Camp 2024 Tokyo Dome | 26–27 tháng 6, 2024 | Tokyo Dome                    | Tokyo     | Nhật Bản |

### Lễ hội âm nhạc, buổi hòa nhạc và chuyến lưu diễn chung
| Năm  | Ngày           | Tên                         | Địa điểm                     | Thành phố   | Quốc gia    |
| ---- | -------------- | --------------------------- | ---------------------------- | ----------- | ----------- |
| 2022 | 1 tháng 10     | KCON                        | Boulevard Riyadh City        | Riyadh      | Ả Rập Xê Út |
| 2022 | 15 tháng 10    | KCON                        | Ariake Arena                 | Tokyo       | Nhật Bản    |
| 2022 | 16 tháng 12    | KBS Gayo Daechukje          | Jamsil Arena                 | Seoul       | Hàn Quốc    |
| 2022 | 24 tháng 12    | SBS Gayo Daejeon            | Gocheok Sky Dome             | Seoul       | Hàn Quốc    |
| 2023 | 11 tháng 6     | Weverse Con Festival        | KSPO Dome                    | Seoul       | Hàn Quốc    |
| 2023 | 3 tháng 8      | Lollapalooza                | Grant Park                   | Chicago     | Mỹ          |
| 2023 | 11 tháng 8     | K-pop Super Live            | Sân vận động World Cup Seoul | Seoul       | Hàn Quốc    |
| 2023 | 19 tháng 8     | Summer Sonic Festival       | Sân vận động ZOZO Marine     | Chiba       | Nhật Bản    |
| 2023 | 7–8 tháng 10   | Superpop                    | Pia Arena MM                 | Yokohama    | Nhật Bản    |
| 2023 | 22 tháng 10    | Music Bank in Mexico        | Palacio de los Deportes      | Mexico City | Mexico      |
| 2023 | 9 tháng 12     | Music Bank Global Festival  | Belluna Dome                 | Tokorozawa  | Nhật Bản    |
| 2023 | 15 tháng 12    | Music Bank Global Festival  | KBS Hall                     | Seoul       | Hàn Quốc    |
| 2023 | 25 tháng 12    | SBS Gayo Daejeon            | Inspire Arena                | Incheon     | Hàn Quốc    |
| 2024 | 21 tháng 5     | Korea on Stage              | Cung Cảnh Phúc               | Seoul       | Hàn Quốc    |
| 2024 | 2 tháng 6      | K-Wave Concert Inkigayo     | Inspire Arena                | Incheon     | Hàn Quốc    |
| 2024 | 24 tháng 7     | SBS Gayo Daejeon Summer     | Inspire Arena                | Incheon     | Hàn Quốc    |
| 2024 | 5 tháng 9      | The Ultimate Fandom Concert | SM Mall of Asia Arena        | Bay City    | Philippines |
| 2024 | 19–20 tháng 10 | Coke Studio Live 2024       | Saitama Super Arena          | Saitama     | Nhật Bản    |
| 2024 | 25 tháng 12    | SBS Gayo Daejeon            | Inspire Arena                | Incheon     | Hàn Quốc    |
| 2024 | 14 tháng 12    | Music Bank Global Festival  | Fukuoka Dome                 | Fukuoka     | Nhật Bản    |
| 2024 | 31 tháng 12    | Countdown Japan             | Makuhari Messe               | Chiba       | Nhật Bản    |
| 2025 | 23 tháng 3     | ComplexCon 2025             | AsiaWorld–Expo               | Hong Kong   | Trung Quốc  |

### Lễ hội ở các trường đại học
| Năm  | Ngày        | Địa điểm                          | Bài hát đã biểu diễn                 |
| ---- | ----------- | --------------------------------- | ------------------------------------ |
| 2022 | 21 tháng 9  | Lễ hội Đại học Dankook            | Attention + Cookie + Hurt + Hype Boy |
| 2022 | 24 tháng 9  | Lễ hội Akaraka của Đại học Yonsei | Attention + Cookie + Hurt + Hype Boy |
| 2022 | 27 tháng 10 | Lễ hội Đại học Konkuk             | Attention + Cookie + Hurt + Hype Boy |

### Lễ trao giải, sự kiện, chương trình truyền hình và chương trình đặc biệt
| Ngày                 | Tên sự kiện / chương trình      | Bài hát đã biểu diễn                    | Quốc gia |
| -------------------- | ------------------------------- | --------------------------------------- | -------- |
| 5 tháng 9 năm 2022   | 49th Korean Broadcasting Awards | Attention                               | Hàn Quốc |
| 28 tháng 10 năm 2022 | W Korea "Love Your W" 2022      | Attention, Hype Boy và Cookie           | Hàn Quốc |
| 25 tháng 11 năm 2022 | 43th Blue Dragon Film Awards    | Attention và Hype Boy                   | Hàn Quốc |
| 16 tháng 12 năm 2022 | 2022 KBS Song Festival          | Attention và Hype Boy                   | Hàn Quốc |
| 17 tháng 12 năm 2022 | 2022 SBS Entertainment Awards   | Attention (hợp tác với FC Ballad Dream) | Hàn Quốc |
| 24 tháng 12 năm 2022 | 2022 SBS Gayo Daejeon           | Attention và Tell Me (Wonder Girls)     | Hàn Quốc |
| 28 tháng 12 năm 2022 | Annual Music Awards 2022        | Attention                               | Nhật Bản |
| 4 tháng 3 năm 2023   | Tokyo Girls Collection 2023     | Hype Boy, Ditto và OMG                  | Nhật Bản |

## Triển lãm
| Tên                           | Ngày tổ chức                             | Địa điểm                                            |
| ----------------------------- | ---------------------------------------- | --------------------------------------------------- |
| 'NewJeans' First Pop-up Store | 12–31 tháng 8 năm 2022                   | The Hyundai Seoul B2 ICONIC SQUARE, Seoul, Hàn Quốc |
| 'OMG! NU+JEANS' Pop-up Store  | 23 tháng 12 năm 2022–21 tháng 1 năm 2023 | House Dosan, Seongsu, Seoul, Hàn Quốc               |

## Showcase, họp báo và countdown
| Năm  | Tên                                                 | Ngày tổ chức | Chú thích |
| ---- | --------------------------------------------------- | ------------ | --------- |
| 2022 | NewJeans (뉴진스) 1st EP 'New Jeans' COUNTDOWN LIVE | 1 tháng 8    | [ 218 ]   |
| 2023 | NewJeans (뉴진스) "OMG" COUNTDOWN LIVE              | 2 tháng 1    | [ 219 ]   |

## Giải thưởng và đề cử

### The Fact Music Awards
| Năm  | Hạng mục                         | Đề cử    | Kết quả   | Chú thích |
| ---- | -------------------------------- | -------- | --------- | --------- |
| 2022 | Next Leader Award                | NewJeans | Đoạt giải | [ 220 ]   |
| 2022 | Fan N Star Choice Award (Artist) | NewJeans | Đề cử     | [ 221 ]   |
| 2022 | Four Star Awards                 | NewJeans | Đề cử     | [ 222 ]   |
| 2022 | idolplus Popularity Award        | NewJeans | Đề cử     | [ 223 ]   |

### MAMA Awards
| Năm  | Hạng mục                              | Đề cử     | Kết quả | Chú thích |
| ---- | ------------------------------------- | --------- | ------- | --------- |
| 2022 | Artist of the Year                    | NewJeans  | Đề cử   | [ 224 ]   |
| 2022 | Best Dance Performance – Female Group | Attention | Đề cử   | [ 224 ]   |
| 2022 | Best New Female Artist                | NewJeans  | Đề cử   | [ 224 ]   |
| 2022 | Song of the Year                      | Attention | Đề cử   | [ 224 ]   |
| 2022 | Worldwide Fans' Choice Top 10         | NewJeans  | Đề cử   | [ 224 ]   |

### Genie Music Awards
| Năm  | Hạng mục                 | Đề cử    | Kết quả | Chú thích |
| ---- | ------------------------ | -------- | ------- | --------- |
| 2022 | Best Female Rookie Award | NewJeans | Đề cử   | [ 225 ]   |

### The-K Billboard Awards
| Năm  | Hạng mục         | Đề cử    | Kết quả   | Chú thích |
| ---- | ---------------- | -------- | --------- | --------- |
| 2022 | Hot Rookie Award | NewJeans | Đoạt giải | [ 226 ]   |

### Melon Music Awards
| Năm  | Hạng mục                 | Đề cử     | Kết quả   | Chú thích |
| ---- | ------------------------ | --------- | --------- | --------- |
| 2022 | Best New Artist          | NewJeans  | Đoạt giải | [ 227 ]   |
| 2022 | Top 10 Artist            | NewJeans  | Đoạt giải | [ 227 ]   |
| 2022 | Album of the Year        | New Jeans | Đề cử     | [ 228 ]   |
| 2022 | Artist of the Year       | NewJeans  | Đề cử     | [ 228 ]   |
| 2022 | Best Female Group        | NewJeans  | Đề cử     | [ 228 ]   |
| 2022 | Netizen Popularity Award | NewJeans  | Đề cử     | [ 228 ]   |

### Asia Artist Awards
| Năm  | Hạng mục                             | Đề cử     | Kết quả   | Chú thích |
| ---- | ------------------------------------ | --------- | --------- | --------- |
| 2022 | Performance of the Year (Daesang)    | Attention | Đoạt giải | [ 229 ]   |
| 2022 | Rookie of the Year – Music           | NewJeans  | Đoạt giải | [ 229 ]   |
| 2022 | DCM Popularity Award – Female Singer | NewJeans  | Đề cử     | [ 230 ]   |
| 2022 | Idolplus Popularity Award – Music    | NewJeans  | Đề cử     | [ 231 ]   |

### Asian Pop Music Awards[P]
| Năm  | Hạng mục                            | Đề cử    | Kết quả   | Chú thích |
| ---- | ----------------------------------- | -------- | --------- | --------- |
| 2022 | Top 20 Songs of The Year (Overseas) | Hype Boy | Đoạt giải | [ 233 ]   |
| 2022 | Best New Artist (Overseas)          | NewJeans | Đề cử     | [ 234 ]   |

### Golden Disc Awards
| Năm  | Hạng mục                  | Đề cử     | Kết quả   | Chú thích |
| ---- | ------------------------- | --------- | --------- | --------- |
| 2023 | Digital Song Bonsang      | Attention | Đoạt giải | [ 235 ]   |
| 2023 | Rookie Artist of the Year | NewJeans  | Đoạt giải | [ 235 ]   |

### Circle Chart Music Awards
| Năm  | Hạng mục                          | Đề cử     | Kết quả   | Chú thích |
| ---- | --------------------------------- | --------- | --------- | --------- |
| 2023 | New Artist of the Year – Digital  | Attention | Đoạt giải | [ 236 ]   |
| 2023 | Song of the Year – August         | Attention | Đề cử     | [ 237 ]   |
| 2023 | Song of the Year – August         | Hype Boy  | Đề cử     | [ 237 ]   |
| 2023 | New Artist of the Year – Physical | New Jeans | Đề cử     | [ 238 ]   |

### Seoul Music Awards
| Năm  | Hạng mục             | Đề cử    | Kết quả   | Chú thích |
| ---- | -------------------- | -------- | --------- | --------- |
| 2023 | Rookie of the Year   | NewJeans | Đoạt giải | [ 239 ]   |
| 2023 | Hallyu Special Award | NewJeans | Đề cử     | [ 240 ]   |
| 2023 | Popularity Award     | NewJeans | Đề cử     | [ 240 ]   |

### Korean Music Awards
| Năm  | Hạng mục             | Đề cử     | Kết quả   | Chú thích |
| ---- | -------------------- | --------- | --------- | --------- |
| 2023 | Best K-pop Album     | New Jeans | Đoạt giải | [ 241 ]   |
| 2023 | Best K-pop Song      | Attention | Đoạt giải | [ 241 ]   |
| 2023 | Rookie of the Year   | NewJeans  | Đoạt giải | [ 241 ]   |
| 2023 | Album of the Year    | New Jeans | Đề cử     | [ 242 ]   |
| 2023 | Musician of the Year | NewJeans  | Đề cử     | [ 242 ]   |
| 2023 | Song of the Year     | Attention | Đề cử     | [ 242 ]   |

### Hanteo Music Awards
| Năm  | Hạng mục                  | Đề cử    | Kết quả   | Chú thích |
| ---- | ------------------------- | -------- | --------- | --------- |
| 2023 | Rookie Artist of the Year | NewJeans | Đoạt giải | [ 243 ]   |

## Chương trình âm nhạc

### Show Champion
| Năm  | Ngày       | Bài hát     | Điểm |
| ---- | ---------- | ----------- | ---- |
| 2023 | 16 tháng 8 | "Super Shy" | 3779 |
| 2024 | 29 tháng 5 | "How Sweet" | 5759 |

### M Countdown
| Năm  | Ngày       | Bài hát     | Điểm |
| ---- | ---------- | ----------- | ---- |
| 2022 | 18 tháng 8 | "Attention" | —    |
| 2023 | 12 tháng 1 | "OMG"       | 7834 |
| 2023 | 26 tháng 1 | "OMG"       | —    |
| 2023 | 13 tháng 7 | "Super Shy" | 5848 |
| 2023 | 10 tháng 8 | ETA         | 6136 |
| 2023 | 17 tháng 8 | ETA         | —    |

### Music Bank
| Năm  | Ngày       | Bài hát     | Điểm  |
| ---- | ---------- | ----------- | ----- |
| 2022 | 19 tháng 8 | "Attention" | 11150 |
| 2023 | 13 tháng 1 | "Ditto"     | 11011 |
| 2023 | 27 tháng 1 | "OMG"       | 7612  |
| 2024 | 31 tháng 5 | "How Sweet" | 9836  |

### Show! Music Core
| Năm  | Ngày       | Bài hát     | Điểm |
| ---- | ---------- | ----------- | ---- |
| 2022 | 20 tháng 8 | "Attention" | 7495 |
| 2023 | 7 tháng 1  | "Ditto"     | 5843 |
| 2023 | 14 tháng 1 | "Ditto"     | 7002 |
| 2023 | 28 tháng 1 | "Ditto"     | 6758 |
| 2023 | 4 tháng 2  | "Ditto"     | 5690 |
| 2023 | 22 tháng 7 | "Super Shy" | 6078 |
| 2024 | 8 tháng 6  | "How Sweet" | 6837 |
| 2024 | 15 tháng 6 | "How Sweet" | 6872 |
| 2024 | 22 tháng 6 | "How Sweet" | 7125 |

### Inkigayo
| Năm  | Ngày       | Bài hát     | Điểm |
| ---- | ---------- | ----------- | ---- |
| 2022 | 21 tháng 8 | "Attention" | 8273 |
| 2022 | 28 tháng 8 | "Attention" | 6300 |
| 2023 | 8 tháng 1  | "Ditto"     | 6719 |
| 2023 | 15 tháng 1 | "OMG"       | 8795 |
| 2023 | 29 tháng 1 | "Ditto"     | 7119 |
| 2023 | 5 tháng 2  | "Ditto"     | 6009 |
| 2023 | 19 tháng 3 | "OMG"       | 5781 |
| 2023 | 26 tháng 3 | "OMG"       | 6309 |
| 2023 | 2 tháng 4  | "Hype Boy"  | 5932 |
| 2023 | 23 tháng 7 | "Super Shy" | 6994 |
| 2023 | 20 tháng 8 | "Super Shy" | 6724 |
| 2023 | 27 tháng 8 | "Super Shy" | 7211 |
| 2023 | 3 tháng 9  | "ETA"       | 6572 |
| 2023 | 10 tháng 9 | "ETA"       | 6111 |

## Xếp hạng danh tiếng thương hiệu

### Bảng xếp hạng giá trị danh tiếng thương hiệu của nhóm
| Năm  | Tháng | Thứ hạng | Điểm      |
| ---- | ----- | -------- | --------- |
| 2022 | 8     | 12       | 1,258,367 |
| 2022 | 9     | 6        | 2,858,343 |
| 2022 | 10    | 5        | 3,165,030 |
| 2022 | 11    | 3        | 5,412,686 |
| 2022 | 12    | 1        | 5,361,953 |
| 2023 | 1     | 1        | 7,299,275 |
| 2023 | 2     | 1        | 5,851,068 |
| 2023 | 3     | 1        | 5.362.902 |
| 2023 | 4     | 2        | 5.428.500 |
| 2023 | 5     | 3        | 4.823.782 |
| 2023 | 6     | 3        | 4.462.729 |
| 2023 | 7     | 1        | 5.704.051 |
| 2023 | 8     | 1        | 8.246.017 |
| 2023 | 9     | 1        | 7.674.756 |
| 2023 | 10    | 1        | 5.661.944 |
| 2023 | 11    | 1        | 4.731.348 |
| 2023 | 12    | 2        | 4.730.218 |

### Bảng xếp hạng giá trị danh tiếng thương hiệu của từng cá nhân
| Năm  | Tháng | Thứ hạng | Thứ hạng | Thứ hạng | Thứ hạng | Thứ hạng |
| Năm  | Tháng | Minji    | Hanni    | Danielle | Haerin   | Hyein    |
| ---- | ----- | -------- | -------- | -------- | -------- | -------- |
| 2022 | 8     | 3        | 8        | 15       | 97       | 14       |
| 2022 | 9     | 2        | 6        | 17       | 10       | 13       |
| 2022 | 10    | 3        | 6        | 16       | 5        | 7        |
| 2022 | 11    | 6        | 5        | 13       | 2        | 12       |
| 2022 | 12    | 2        | 4        | 5        | 7        | 11       |
| 2023 | 1     | 1        | 3        | 7        | 5        | 8        |
| 2023 | 2     | 1        | 5        | 18       | 4        | 10       |
| 2023 | 3     | 1        | 4        | 10       | 5        | 11       |
| 2023 | 4     | 2        | 3        | 11       | 5        | 19       |
| 2023 | 5     | 4        | 5        | 14       | 8        | 32       |
| 2023 | 6     | 8        | 9        | 3        | 15       | 39       |
| 2023 | 7     | 2        | 8        | 13       | 18       | 38       |
| 2023 | 8     | 1        | 2        | 6        | 3        | 5        |
| 2023 | 9     | 1        | 3        | 7        | 4        | 9        |
| 2023 | 10    | 2        | 3        | 10       | 5        | 13       |
| 2023 | 11    | 1        | 2        | 10       | 7        | 28       |
| 2023 | 12    | 1        | 2        | 7        | 5        | 23       |